# 피롤라이신
피롤라이신 (기호 Pyl 또는 O; '황색' 중지 코돈 UAG 에 의한 인코드됨)은 일부 메탄생성 고균 및 박테리아에 의하여 단백질의 합성에 사용되는 ɑ-아미노산의 일종으로, 인체에는 존재하지 않는다. (생물학적 조건에서 양이온화된–NH3+ 형태를 갖는) α-아미노 그룹과 (생물학적 조건에서 음이온화된–COO− 형태를 갖는) 카르복시산 그룹으로 구성된다. 이것의 pyrroline 측쇄 구조는 중성 pH에서 염기성이고 양전하를 띠는 점에서 라이신과 유사하다.